# Геринг, Бернхард
Бе́рнхард Ге́ринг (нем. Bernhard Häring; 10 ноября 1912, Бёттинген — 3 июля 1998, Хаг-ин-Обербайерн) — немецкий католический богослов, священник из ордена редемптористов. Один из ведущих богословов XX века в области нравственного богословия.

## Биография
Родился в 1912 году, в 22 года вступил в конгрегацию редемптористов, в 1939 году рукоположен в священники. Во время Второй мировой войны был призван в вермахт, где служил в санитарном батальоне фельдшером. В госпитале тайно причащал католиков, несмотря на запрет со стороны руководства. После войны продолжил изучение богословия в Тюбингенском университете, в 1947 году защитил докторскую диссертацию по теологии на тему «Священное и благое: отношения между этикой и религией».
Преподавал в семинарии редемптористов в Гарс-ам-Инне, в 1950 году получил пост профессора нравственного богословия в академии Альфонсиана в Риме, который занимал вплоть до 1986 года.
В 1954 году вышел в свет главный труд Геринга Das Gesetz Christi («Закон Христов»), эта многотомная работа до сих пор считается фундаментальным трудом в области католической моральной теологии. Ранее католическая моральная теология была сконцентрирована на понятии греха и исследовала причины, характеристики, степень и последствия греховных поступков. «Закон Христов» применяет более широкий подход к области человеческой морали в свете церковной жизни, который постепенно стал стандартом в католических семинариях и университетах.
Папа Иоанн XXIII пригласил Геринга принять участие в подготовке документов Второго Ватиканского собора в качестве эксперта. Геринг принимал участие в разработке документов собора, касающихся тем достоинства человека, роли мирян в Церкви и так далее.
В 1986 году подал в отставку с поста профессора в связи с преклонным возрастом, жил в редемптористском монастыре в Германии, до конца жизни продолжал активную академическую и просветительскую деятельность.
Во многих богословских работах Геринга содержались спорные и даже малоприемлемые с точки зрения официального католического вероучения тезисы, в особенности касающиеся проблем развода, контроля над рождаемостью и сексуальной этики. Его критика пап Павла VI и Иоанна Павла II за слишком консервативную позицию по этим вопросам привела к церковному расследованию, по итогам которого, однако, Геринг был оправдан и никаких дисциплинарных санкций в его адрес не последовало.
Бернхард Геринг автор более 90 работ, среди которых наряду с чисто теологическими трудами были и книги, рассчитанные на широкого читателя. Книги Геринга переводились на множество языков, включая русский.